# Persectania composita
Persectania composita là một loài bướm đêm trong họ Noctuidae.